# Sielsowiet Konwaliszki
Sielsowiet Konwaliszki (biał. Канвелішскі сельсавет; ros. Конвелишский сельсовет) – sielsowiet na Białorusi, w obwodzie grodzieńskim, w rejonie werenowskim, z siedzibą w Konwaliszkach. Od północy i wschodu graniczy z Republiką Litewską.
Według spisu z 2009 sielsowiet Konwaliszki zamieszkiwało 1435 osób, w tym 1049 Polaków (73,10%), 323 Białorusinów (22,51%), 42 Rosjan (2,93%), 10 Litwinów (0,70%), 4 Ukraińców (0,28%) i 7 osób innych narodowości.

## Miejscowości
- agromisteczko:
  - Konwaliszki
- wsie:
  - Ażubale
  - Ażukalnie
  - Balkuny
  - Białożyszki
  - Bile
  - Bociany
  - Czyrkańce
  - Czyżewsk
  - Degutka
  - Gojcieniszki
  - Kiżby
  - Kontrymowszczyzna
  - Konwaliszki Małe
  - Kulkiszki
  - Lenciszki
  - Lepie Małe
  - Lepie Wielkie
  - Łowce
  - Łuszczyki
  - Masiuny
  - Okolica Lepie
  - Podegucie
  - Podgaj
  - Rakliszki
  - Slozki
  - Świły
  - Tawrele
  - Utkany
- chutory:
  - Aleksandryna
  - Hołownie
  - Janowo
  - Klimany
  - Mariampol